# Station Millières
Station van Millières is een voormalige spoorweghalte gelegen op het grondgebied van de gemeente Millières in het departement Manche in de regio Normandië. de halte lag aan de lijn van Coutances naar Sottevast, die in de 21ste eeuw in gebruik is als voie verte.

## Ligging
De halte Millières, ligt op een hoogte van 26 meter boven zeeniveau op kilometerpunt (PK) 22,947 van de lijn van Coutances naar Sottevast, tussen de stations van Périers-en-Cotentin en Lessay .

## Geschiedenis
Halte Millières is op 27 januari 1884 in gebruik genomen door de Compagnie des chemins de fer de l'Ouest bij de opening van de 72 kilometer lange enkelsporige lijn van Coutances naar Sottevast.
De halte is op 24 januari 1988, bij de beeindiging van het goederenvervoer op de lijn, gesloten. Het reizigersgebouw is nog aanwezig maar is in 2022 in gebruik als woonhuis.